# David Turnbull
David Turnbull (Carluke, 10 luglio 1999) è un calciatore scozzese, centrocampista del Cardiff City.

## Carriera

### Club
Cresciuto nel settore giovanile del Motherwell, ha esordito in prima squadra il 10 febbraio 2018, nella partita di Coppa di Scozia vinta per 0-2 contro il Dundee. Il 29 gennaio 2019 prolunga il proprio contratto fino al 2021; nel corso dell'estate, vicino al passaggio al Celtic, deve tuttavia sottoporsi ad un intervento chirurgico al ginocchio che fa saltare il trasferimento. Tornato in campo nel febbraio del 2020, dopo aver esteso il rapporto che lo legava al Motherwell, il 27 agosto seguente viene finalmente acquistato dal Celtic, con cui firma un quadriennale.

### Nazionale
Ha giocato nelle nazionali giovanili scozzesi Under-16, Under-19, Under-20 ed Under-21.
Il 19 maggio 2021 viene convocato per la prima volta dalla nazionale maggiore, venendo inserito tra i 26 convocati per l'Europeo. Il 2 giugno seguente debutta con la selezione scozzese in amichevole contro i Paesi Bassi.

## Statistiche

### Presenze e reti nei club
Statistiche aggiornate al 3 giugno 2023.
| Stagione          | Club              | Campionato        | Campionato | Campionato | Coppe nazionali | Coppe nazionali | Coppe nazionali | Coppe continentali | Coppe continentali | Coppe continentali | Supercoppe | Supercoppe | Supercoppe | Totale | Totale |
| Stagione          | Club              | Comp              | Pres       | Reti       | Comp            | Pres            | Reti            | Comp               | Pres               | Reti               | Comp       | Pres       | Reti       | Pres   | Reti   |
| ----------------- | ----------------- | ----------------- | ---------- | ---------- | --------------- | --------------- | --------------- | ------------------ | ------------------ | ------------------ | ---------- | ---------- | ---------- | ------ | ------ |
| 2017-2018         | Motherwell        | PL                | 2          | 0          | SC+CdL          | 1+0             | 0               | -                  | -                  | -                  | -          | -          | -          | 3      | 0      |
| 2018-2019         | Motherwell        | PL                | 30         | 15         | SC+CdL          | 1+0             | 0               | -                  | -                  | -                  | -          | -          | -          | 31     | 15     |
| 2019-2020         | Motherwell        | PL                | 2          | 0          | SC+CdL          | 0+0             | 0               | -                  | -                  | -                  | -          | -          | -          | 2      | 0      |
| ago. 2020         | Motherwell        | PL                | 5          | 1          | SC+CdL          | 0+0             | 0               | -                  | -                  | -                  | -          | -          | -          | 5      | 1      |
| Totale Motherwell | Totale Motherwell | Totale Motherwell | 39         | 16         |                 | 2               | 0               |                    | -                  | -                  |            | -          | -          | 41     | 16     |
| 2020-2021         | Celtic            | PL                | 31         | 8          | SC+CdL          | 2+0             | 0+0             | UEL                | 1                  | 1                  | -          | -          | -          | 34     | 9      |
| 2021-2022         | Celtic            | PL                | 25         | 6          | SC+CdL          | 1+4             | 0+1             | UCL+UEL+UECL       | 2+10+0             | 0+3+0              | -          | -          | -          | 42     | 10     |
| 2022-2023         | Celtic            | SP                | 28         | 4          | SC+CdL          | 3+2             | 1+0             | UCL                | 5                  | 0                  | -          | -          | -          | 38     | 5      |
| Totale Celtic     | Totale Celtic     | Totale Celtic     | 84         | 18         |                 | 12              | 2               |                    | 18                 | 4                  |            | -          | -          | 114    | 24     |
| Totale carriera   | Totale carriera   | Totale carriera   | 123        | 34         |                 | 14              | 2               |                    | 18                 | 4                  |            | -          | -          | 155    | 40     |

### Cronologia presenze e reti in nazionale
| Cronologia completa delle presenze e delle reti in nazionale ― Scozia | Cronologia completa delle presenze e delle reti in nazionale ― Scozia | Cronologia completa delle presenze e delle reti in nazionale ― Scozia | Cronologia completa delle presenze e delle reti in nazionale ― Scozia | Cronologia completa delle presenze e delle reti in nazionale ― Scozia | Cronologia completa delle presenze e delle reti in nazionale ― Scozia | Cronologia completa delle presenze e delle reti in nazionale ― Scozia | Cronologia completa delle presenze e delle reti in nazionale ― Scozia |
| Data                                                                  | Città                                                                 | In casa                                                               | Risultato                                                             | Ospiti                                                                | Competizione                                                          | Reti                                                                  | Note                                                                  |
| --------------------------------------------------------------------- | --------------------------------------------------------------------- | --------------------------------------------------------------------- | --------------------------------------------------------------------- | --------------------------------------------------------------------- | --------------------------------------------------------------------- | --------------------------------------------------------------------- | --------------------------------------------------------------------- |
| 2-6-2021                                                              | Faro                                                                  | Paesi Bassi                                                           | 2 – 2                                                                 | Scozia                                                                | Amichevole                                                            | -                                                                     | 81’                                                                   |
| 1-9-2021                                                              | Copenaghen                                                            | Danimarca                                                             | 2 – 0                                                                 | Scozia                                                                | Qual. Mondiali 2022                                                   | -                                                                     | 85’                                                                   |
| 4-9-2021                                                              | Glasgow                                                               | Scozia                                                                | 1 – 0                                                                 | Moldavia                                                              | Qual. Mondiali 2022                                                   | -                                                                     | 84’                                                                   |
| 12-11-2021                                                            | Chișinău                                                              | Moldavia                                                              | 0 – 2                                                                 | Scozia                                                                | Qual. Mondiali 2022                                                   | -                                                                     | 90’                                                                   |
| 14-6-2022                                                             | Erevan                                                                | Armenia                                                               | 1 – 4                                                                 | Scozia                                                                | UEFA Nations League 2022-2023 - 1º turno                              | -                                                                     | 64’                                                                   |
| Totale                                                                |                                                                       | Presenze                                                              | 5                                                                     |                                                                       | Reti                                                                  | 0                                                                     |                                                                       |

## Palmarès

### Club

#### Competizioni nazionali
- Coppa di Lega scozzese: 2

Celtic: 2021-2022, 2022-2023
- Campionato scozzese: 2

Celtic: 2021-2022, 2022-2023
- Coppa di Scozia: 1

Celtic: 2022-2023